# Спартак (роман)
«Спартак» (італ. Spartaco) — історичний роман італійського письменника Рафаелло Джованьйолі, написаний у 1874 році. Дія роману відбувається в I столітті до н. е., в Римській Імперії. Автор описує реальні події, відомі як Повстання Спартака. Роман відкриває цикл історичних романів з історії Риму, проте, за винятком «Спартака» вони не мають великої художньої цінності.

## Сюжет
У центрі оповіді роману — раб-гладіатор Спартак, реальний історичний персонаж, що очолив повстання рабів у Стародавньому Римі в 74-72 рр. до н. е. Крім історичних фактів у книзі присутні додані Джованьйолі романтичні лінії: Спартак закоханий в знатну патриціанку Валерію і користується її прихильністю. Крім того, у Валерії і Спартака з'являється дочка Постума. У свою чергу, в Спартака закохана гречанка Евтібіда, але її любов Спартак відкидає. Знехтувана і ображена Евтібіда зраджує Спартака, що зіграло велику роль в його загибелі і поразку повстання (так в романі). Також описується любов гальського гладіатора Арторікса і рідної сестри Спартака Мірци, колишньої рабині. Заради Валерії Спартак навіть готовий вступити в переговори зі своїми лютими ворогами і припинити повстання. Але цього не трапляється. У книзі, як і в житті, повстання рабів було придушене, а сам Спартак убитий.

## Адаптації
- Спартак [Архівовано 18 червня 2012 у WebCite] — італійський короткометражний фільм 1909 року.
- Спартак [Архівовано 8 вересня 2014 у Wayback Machine.] — італійський фільм 1913 року.
- Спартак — радянський художній фільм 1926 року.
- Спартак (балет) — балет Арама Хачатуряна, прем'єра якого відбулася у 1956 році.